# Aclytia apicalis
Aclytia apicalis là một loài bướm đêm thuộc phân họ Arctiinae, họ Erebidae.